# Echinussa
Genre
Echinussa est un genre d'araignées aranéomorphes de la famille des Salticidae.

## Distribution
Les espèces de ce genre sont endémiques de Madagascar.

## Liste des espèces
Selon World Spider Catalog (version 18.0, 30/03/2017) :
- Echinussa imerinensis Simon, 1901
- Echinussa praedatoria (Keyserling, 1877)
- Echinussa vibrabunda (Simon, 1886)

## Publication originale
- Simon, 1901 : Histoire naturelle des araignées. Paris, vol. 2, p. 381-668 (intégral).